# Dołno Łukowo

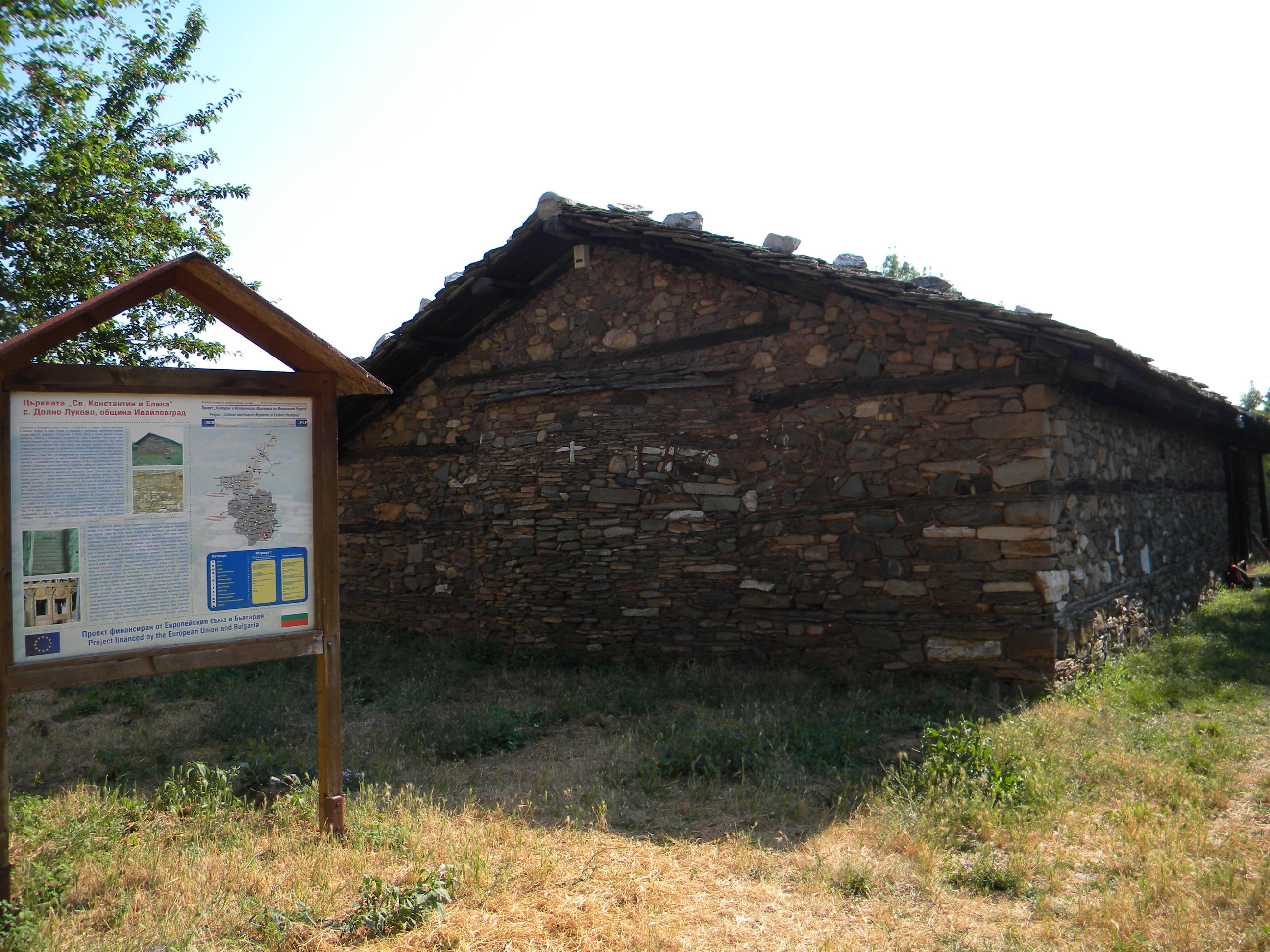
Cerkiew pw. św. Kontantina i św. Eleny

Dołno Łukowo (bułg. Долно Луково) – wieś w południowej Bułgarii, w obwodzie Chaskowo, gminie Iwajłowgrad. Według danych Narodowego Instytutu Statystycznego, 31 grudnia 2011 roku wieś liczyła 74 mieszkańców.

## Położenie
Dołno Łukowo znajduje się na wysokości 180 m n.p.m., ale pomimo niewielkiej wysokości nadmorskiej i rozmieszczeniu w dolinie rzeki Bjałej, teren jest górzysty o stromych zboczach porośniętymi lasami dębowymi.

## Klimat
Klimat śródziemnomorski, panują tutaj długie, ciepłe jesienie, deszczowe zimy oraz gorące lata. Okres wegetacyjny jest jednym z najdłuższych w Bułgarii.
Korzystne połączenie śródziemnomorskiego klimatu i urodzajncyh gleb w dolinie rzeki Białej, stanowią doskonałe warunki do uprawy morwy, której owoce są pokarmem dla jedwabników.

## Historia
W 1958 roku zaczęła się masowa migracja mieszkańców Dołnego Łukowa.

## Gospodarka
Mieszkańcy głównie zajmują się uprawą tytoniu i warzyw.

## Zabytki
Do rejestru zabytków zalicza się cerkiew pw. św. Konstantina i św. Eleny, wybudowana w 1806 roku.

## Znane osoby
- Konstantn Chasyrdżiew – rewolucjonista,
- Jani Kostadinow – rewolucjonista.